# Розколоте небо (фільм, 2006)
«Розколоте небо» (ісп. El cielo dividido) — мексиканська гомоеротична мелодрама 2006 року, поставлена режисером Хуліаном Ернандесом, в основі сюжету якої «любовний трикутник» трьох молодих геїв.

## Сюжет
Сентиментальний Ерардо кохає Джонаса, і деякий час вони щасливі разом. Але засліплений швидкоплинною зустріччю з незнайомцем на дискотеці, Джонас намагається забути Ерардо, який з розбитим серцем знаходить розраду в обіймах Серхіо, іншої чутливої душі. Але прихильність Йонаса до Ерардо занадто сильна, щоб розірвати стосунки повністю. Упродовж майже двох з половиною годин хлопці хворобливо шукають зворотний шлях до серця один одного…

## У ролях
| Мігель Анхель Хопп | ···· | Херардо |
| Фернандо Арройо    | ···· | Джонас  |
| Алехандро Рожо     | ···· | Серхіо  |
| Ігнасіо Переда     | ···· | Бруно   |
| Клаудія Арагон     | ···· | Емілія  |
| Клариса Рендон     | ···· | Марія   |

## Художні особливості
У фільмі мінімум діалогів. Рухом камери режисер передає глядачеві відчуття широко відчинених просторів кампусу коледжу, стадіону або замкнутий всесвіт спалень, ванних кімнат, безповітряного клубу.

## Відгуки критиків
Дон Віллмот з «Filmcritic.com»:
Це де-факто німе кіно плюс той факт, що фільм триває 2 години 20 хвилин — усе це робить його справжнім раритетом, але стрічка не без проблем: у гетеросексуальної аудиторії, зокрема, може не вистачити терпіння спостерігати на екрані часті й відверті сексуальні сцени, більшості глядачів вони не цікаві. Проте фільм вартує згаяного на нього часу. 

## Визнання
| Нагороди та номінації фільму «Розколоте небо» | Нагороди та номінації фільму «Розколоте небо» | Нагороди та номінації фільму «Розколоте небо» | Нагороди та номінації фільму «Розколоте небо» | Нагороди та номінації фільму «Розколоте небо» | Нагороди та номінації фільму «Розколоте небо» |
| Рік                                           | Кінофестиваль/кінопремія                      | Категорія/нагорода                            | Номінант                                      | Результат                                     |                                               |
| --------------------------------------------- | --------------------------------------------- | --------------------------------------------- | --------------------------------------------- | --------------------------------------------- | --------------------------------------------- |
| 2006                                          | Туринський міжнародний ЛГБТ-кінофестиваль     | Спеціальний приз журі                         | Хуліан Ернандес                               | Перемога                                      |                                               |